# Joe Morrell
Joseff John Morrell (Ipswich, 1997. január 3. –) angol születésű walesi válogatott labdarúgó, a Portsmouth játékosa.

## Pályafutása

### Klubcsapatokban
2012 decemberében visszautasította a Liverpool ajánlatát és aláírta a Bristol City csapatával első profi szerződését. 2013. október 8-án mutatkozott be a Wycombe Wanderers elleni Football League Trophy mérkőzésen. 2016 augusztusában kölcsönbe került egy hónapra a Sutton United csapatához. A Lincoln City ellen mutatkozott be csereként. 2017. február 24-én ismét egy hónapra került kölcsön, a Margate klubjához. 2017. augusztus 30-án 2018 januárjáig a Cheltenham Town csapatánál volt kölcsön. 2019. június 27-én a Lincoln City vette kölcsön. 2020 júniusában a klubnál a szezon játékosának választották.
2019 novemberében szerződést hosszabbított a Bristol City-vel. 2020. október 15-én szerződtette a Luton Town. 2021. augusztus 9-én a Portsmouth 3+1 évre szerződtette.

### A válogatottban
Származása révén Angliát és Walest is képviselhette. 2019 augusztusában a felnőttek közé is meghívták. Szeptember 9-én Fehéroroszország elleni barátságos mérkőzésen mutatkozott be. A 2020-as labdarúgó-Európa-bajnokságon és a 2022-es labdarúgó-világbajnokságon is részt vett.